# Mark Dickel
Mark Robert Dickel (ur. 21 grudnia 1976) – nowozelandzki koszykarz występujący na pozycji rozgrywającego, olimpijczyk, posiadający także australijskie obywatelstwo, po zakończeniu kariery zawodniczej trener koszykarski, obecnie konsultant trenera w filipińskim zespole TNT KaTropa.
W 1996 wystąpił w meczu wschodzących gwiazd - Nike Hoop Summit.
Po rozegraniu kilku meczów w Maroussi odnowiła mu się kontuzja pleców, co przekreśliło jego szansę na dalszą grę w sezonie 2006/2007.

## Osiągnięcia
Na podstawie, o ile nie zaznaczono inaczej.
NCAA
- Uczestnik turnieju NCAA (1998, 2000)
- Mistrz:
  - turnieju konferencji Mountain West (1998, 2000)
  - sezonu zasadniczego Mountain West (2000)
- MVP turnieju konferencji Mountain West (2000)
- WAC Pacific Division Freshman of the Year (1997)
- Zaliczony do:
  - I składu turnieju:
    - konferencji WAC (1998)
    - konferencji Mountain West (2000)

  - II składu konferencji Mountain West (2000)
- Lider NCAA w asystach (2000)[4]

Indywidualne
- Debiutant Roku ligi nowozelandzkiej (1993)
- Uczestnik:
  - Eurochallenge All-Star Game 2006
  - meczu gwiazd ligi nowozelandzkiej (2001)
- Wybrany do:
  - I składu ligi nowozelandzkiej (2002)
- Lider:
  - w asystach:
    - Eurocupu (2007)
    - ligi nowozelandzkiej (1998, 2014)
    - ligi tureckiej (2003, 2005)
    - sezonu regularnego PLK (średnia asyst – 2007)[5]

Reprezentacja
- Wicemistrz Oceanii (2003, 2005, 2007, 2011)
- Uczestnik:
  - mistrzostw świata (2002 – 4. miejsce, 2006 – 16. miejsce)
  - igrzysk olimpijskich (2000 – 11. miejsce, 2004 – 10. miejsce)
  - mistrzostw świata U–22 (1997 – 11. miejsce)
  - Igrzysk Dobrej Woli (2001 – 6. miejsce)